# Jack McFarland
John Phillip “Jack” McFarland (nascido em 1969) é um personagem da famosa sitcom norte-americana Will & Grace, interpretado por Sean Hayes.
Assumidamente gay, Jack sempre teve paixão pelo mundo da atuação e do teatro, apesar de muitos duvidarem de suas habilidades na área. Ele é bastante frívolo e superficial, mudando sua profissão de professor de teatro a estudante de enfermagem, passando por dançarino das cantoras Jennifer Lopez e Janet Jackson. Apesar de considerar todos os seus relacionamentos como sérios, ele teve apenas um relacionamento que tenha durado mais que algumas semanas, mas mesmo assim chegou ao fim por causa da infidelidade dele.
Jack é extremamente vaidoso e egocêntrico, com grande admiração por todos os ícones gays, especialmente Cher, guardando com orgulho a rara boneca réplica da cantora que possui há algumas temporadas. Ele também coleciona cabelo de celebridades, incluindo uma coleção completa de cabelos das atrizes do seriado “As Gatinhas”.
Jack acaba a ter uma relação indesejada com Beverlie Leslie após Karen perder todo o seu dinheiro, de modo a que tanto Jack como Karen possam manter o estilo de vida rico e luxuoso que levavam quando Karen era casada com Stan. Mas Jack não aguenta e sai de casa, Beverlie morre voando pela varanda devido ao seu pequeno tamanho, Jack herda assim todo o seu dinheiro sendo o seu beneficiário. Ele e Karen acabam os dois a viver juntos e ricos como sempre.